# Église Saint-Donat de Cuvat
L'église Saint-Donat est un édifice religieux catholique sis à Cuvat dans le département de la Haute-Savoie (France). L'église actuelle, édifiée en 1821, est la dernière d'une série qui furent construites depuis la fondation de la paroisse de Cuvat en 1275.

## Historique
En 1275, la paroisse de Cuvat fait partie du diocèse de Genève. Plusieurs églises se sont succédé dans le village jusqu'à la construction de l'église actuelle en 1821. Construits en bois, molasse, et chaume, les édifices étaient fragiles et devaient être reconstruits tous les cent ans environ. On ne dispose que de peu d'informations sur tous ces lieux de cultes. 
L'église actuelle a été édifiée en 1821, grâce à la contribution de tous les habitants de la paroisse, pour remplacer l'église antérieure, tellement délabrée qu'il était devenu dangereux pour le curé d'y célébrer les offices. Le clocher, de style byzantin, a été érigé en 1854. Par souci d’économie, la hauteur de la tour et du dôme a été réduite par rapport au projet initial.

## Description
L'église est restaurée en 1975. L'aspect du clocher est modifié, et le bulbe savoyard devient byzantin. L'intérieur est confié en 1980 à l'artiste japonais Paul Fujino. 
En 2005, dans le cadre des travaux de réfection de la place publique devant l'église, les murs extérieurs ont pris un air de renouveau. Un crépi clair et lumineux apporte une touche finale à l’aménagement de la place du village. L'éclairage met en valeur le corps du bâtiment et son clocher.

## Mobilier
En 1983, les vitraux sont refaits sur des dessins de l’artiste Irène Zack. La même artiste, également sculptrice, réalisa l’autel en bois peint en blanc.
L'église accueille une statue en bois peinte de 1,20 m de saint Antoine, transférée, « pour des raisons de sécurité discutables » selon Oursel, depuis l'église Saint-Maurice de Ferrières (Pringy).